# كيم ويليامز (كرة سلة)
كيم ويليامز (بالإنجليزية: Kim Williams)‏ مواليد 14 أكتوبر 1974 في شيكاغو، هي لاعبة كرة سلة أمريكية معتزلة. بدأت مسيرتها الاحترافية في سنة 1997. يبلغ طولها 5 قدم 6 بوصة (1.7 م). اعتزلت اللعب في 2014. لعبت مع إردميرسبور ونادي دنيبرو لكرة السلة في دوري السوبر الأوكراني لكرة السلة.

## روابط خارجية
- كيم ويليامز على موقع الاتحاد الوطني لكرة السلة النسائية (الإنجليزية)
- كيم ويليامز على موقع كرة السلة الأوروبية.كوم (الإنجليزية)
- كيم ويليامز على موقع كلية كرة السلة في سبورتس رفرنس.كوم (الإنجليزية)
- كيم ويليامز على موقع بروبوليرز (الإنجليزية)
- كيم ويليامز على موقع سبورتس رفرنس (الإنجليزية)